# George Junius Stinney
George Junius Stinney ( znany jako George Stinney jr. ur. 21 października 1929, zm. 16 czerwca 1944) – najmłodszy skazany na śmierć w USA i na całym kontynencie amerykańskim w XX wieku (najmłodszym w historii tej części świata był James Arcene). Gdy wykonywano wyrok, miał czternaście lat, siedem miesięcy i 29 dni. Stinney był czarnoskórym synem ubogiego pracownika tartaku. W 2014 roku sąd uznał, że Stinney został stracony niesłusznie oraz nie miał zapewnionych podstawowych praw gwarantowanych przez konstytucję.

## Oskarżenie i proces
Stinneya oskarżono o zgwałcenie i zabicie dwóch białych dziewczynek: jedenastoletniej Betty June Binnicker i ośmioletniej Mary Emmy Thames.
By uchronić się przed linczem, jego rodzina emigrowała do stanów północnych. Proces rozpoczął się 24 kwietnia 1944 w hrabstwie Clarendon. Adwokatem został Charles Plowden. Swój plan działań oparł nie na faktycznej obronie klienta, ale na poddaniu go badaniom psychiatrycznym. Ława przysięgłych składająca się wyłącznie z białych mężczyzn po zaledwie dwóch godzinach i 55 minutach wydała wyrok skazujący. Sędzia Phillip Stoll uzasadnił wyrok śmierci tym, że Stinney był bardzo zdemoralizowaną jednostką. Adwokat nie poinformował klienta o możliwości odwołania się i nie próbował komentować werdyktu. W wywiadzie powiedział, że nie było sensu, bo rodzina nie miała na to pieniędzy.
Proces odbywał się pod wielką presją społeczną. Mimo to, gubernator Południowej Karoliny Olin D. Johnston, otrzymał setki listów domagających się ułaskawienia. Argumentowano m.in. przykładem szesnastoletniego, białego chłopca skazanego na łagodny wyrok za gwałt i morderstwo w tym samym stanie. Wysunięto nawet opinię, że tylko dla Hitlera jest możliwa egzekucja dziecka. Johnston odwiedził skazanego – chłopiec miał mu powiedzieć, że czasem nie wie, co robi. Gubernator poinformował Stinneya, że nie skorzysta z prawa łaski (działo się to w roku wyborów, a taki akt mógłby zaszkodzić kandydatowi), i tak też uczynił.

## Przebieg egzekucji
Wyrok wykonano w Central Correction Institute w Columbia w Karolinie Południowej, używając krzesła elektrycznego. W egzekucji brało udział czterdziestu świadków, w tym ojcowie zabitych dziewcząt. Stinney szedł na egzekucję, ściskając w ręku Biblię. Ze względu na drobną budowę ciała, strażnicy mieli problemy z zapięciem pasów. Świadkowie uznali egzekucję za makabryczną, bo po pierwszym włączeniu prądu opadła zbyt duża maska mająca oszczędzić im widoku przerażonej twarzy.

## Kontrowersje
Dzieci zginęły od uderzenia ciężką belką w pobliżu torów kolejowych. Wątpliwe jest, czy chłopiec ważący zaledwie czterdzieści kilogramów i o wzroście 1,55 m był zdolny ją unieść, a co dopiero zadawać ciosy. Sekcja zwłok wykazała co najmniej sześć uderzeń u Mary i siedem u Betty. Jedynym dowodem w procesie były zeznania George'a (prawdopodobnie wymuszone torturami). Stinney zeznał, że 24 marca dziewczynki spytały go, gdzie mogą zerwać kwiaty, zaczęły go bić, przez co młodsza spadła do rowu, drugą natomiast uderzył w obronie własnej.
Historia ta jest dosyć mało znana, ponieważ mniej więcej w tym samym czasie gazety rozpisywały się o inwazji na Normandię i interesowano się raczej losem amerykańskich żołnierzy. Ponowna dyskusja rozgorzała po premierze filmu The End Of Silence.
O pośmiertne ułaskawienie aktywnie walczyła siostra George'a, Catherine Robinson.